# هنري هوبر بلود
وهو سياسي أمريكي ينتمي إلى الحزب الديمقراطي كان حاكما على ولاية يوتاه ولد هنري هوبر بلود في 1 تشرين الأول - أكتوبر من سنة 1872 في ولاية يوتاه شغل بلود منصب حاكم على ولاية يوتاه من عام 1933 إلى عام 1941 توفي هنري هوبر بلود في 1 حزيران - يونيو من سنة 1942 في ولاية يوتا بعد اصابته بنزيف في الدماغ.